# Charlie Chan på olympiaden
Charlie Chan på olympiaden (engelska: Charlie Chan at the Olympics) är en amerikansk långfilm från 1937 i regi av H. Bruce Humberstone, med Warner Oland, Katherine DeMille, Pauline Moore och Allan Lane i rollerna.

## Handling
Å den amerikanska flottans vägnar färdas Charlie Chan (Warner Oland) till Berlinolympiaden för att bryta upp en liga med internationella spioner. Charlies son Lee Chan (Keye Luke) är med i det amerikanska simlaget och tävlar i spelen. Charlie misstänker att flickvännen till en av Lees lagkamrater är en spion.

## Rollista
| Warner Oland       | – Charlie Chan             |
| Katherine DeMille  | – Yvonne Roland            |
| Pauline Moore      | – Betty Adams              |
| Allan Lane         | – Richard Masters          |
| Keye Luke          | – Lee Chan                 |
| C. Henry Gordon    | – Arthur Hughes            |
| John Eldredge      | – Cartwright               |
| Layne Tom Jr.      | – Charlie Chan Jr          |
| Jonathan Hale      | – Hopkins                  |
| Morgan Wallace     | – Honorable Charles Zaraka |
| Frederick Vogeding | – Captain Strasser         |
| Andrew Tombes      | – Police Chief Scott       |
| Howard C. Hickman  | – Dr. Burton               |

## Produktion
Nyhetsfilmer på luftskeppet Hindenburg och från Berlinolympiaden användes för att fylla ut filmen.